# 天草市立五和中学校
天草市立五和中学校（あまくさしりつ いつわちゅうがっこう）は、熊本県天草市五和町御領にある中学校。

## 沿革
- 2012年（平成24年） - 五和東中学校、五和西中学校を統合し開校。
  - 開校当初は旧五和西中学校の校舎を継承。
- 2014年（平成26年） - 現在地（旧五和東中学校跡地）に新校舎落成に伴い移転。天草市立五和小学校が隣に開校。

## 歴代校長
吉村幸男 -初代校長(現職)

## 委員会
- 執行部
- 生活交通委員会
- 体育委員会
- 美化委員会
- 文化情報委員会
- 給食委員会
- 図書委員会

## クラブ活動

### 運動部
- 野球部
- サッカー部
- 卓球部
- ハンドボール部
- ソフトテニス部

### 文化部
- 吹奏楽部

## 学校周辺
- 熊本県道284号坂瀬川鬼池港線
- 島原湾
- 天草セントラル病院